# Scapteromys
Scapteromys ist eine in Südamerika lebende Nagetiergattung aus der Gruppe der Neuweltmäuse. Sie umfasst zwei Arten.
Diese Nagetiere sind relativ große Vertreter der Neuweltmäuse und erinnern an Ratten. Sie erreichen eine Kopfrumpflänge von 15 bis 20 Zentimetern und eine Schwanzlänge von 13 bis 17 Zentimetern. Das Gewicht beträgt 110 bis 200 Gramm. Ihr Fell ist an der Oberseite schwarzgrau gefärbt, die Unterseite ist hellgrau.
Die Tiere dieser Gattung leben im südöstlichen Brasilien, in Uruguay, dem südlichen Paraguay und dem nordöstlichen Argentinien. Ihr Lebensraum sind Sumpfgebiete und andere in Gewässernähe gelegene Habitate.
Sie führen eine semiaquatische Lebensweise, das heißt, sie halten sich zeitweise im Wasser auf und können gut schwimmen. Sie sind vorwiegend dämmerungs- und nachtaktiv und verbringen den Tag in Nestern, die sie in kleinen Erdgruben anlegen. Ihre Nahrung besteht vorwiegend aus Insekten, daneben nehmen sie auch andere wirbellose Tiere und pflanzliches Material zu sich.
Es werden zwei Arten unterschieden, Scapteromys aquaticus und Scapteromys tumidus. Beide Arten ähneln sich äußerlich stark und werden oft zu einer Art zusammengefasst. Sie unterscheiden sich aber in der Chromosomenzahl, was eine Trennung rechtfertigt. Scapteromys aquaticus hat einen diploiden Chromosomensatz von 2n=32, Scapteromys tumidus hat einen Chromosomensatz von 2n=24. In Brasilien wurden jedoch auch Exemplare mit Chromosomensätzen von 2n=34 und 2n=36 gefunden, was auf eine weitere Art hindeutet, Scapteromys meridionalis.